# Betiscoides meridionalis
Betiscoides meridionalis är en insektsart som beskrevs av Sjöstedt 1923. Betiscoides meridionalis ingår i släktet Betiscoides och familjen Lentulidae. IUCN kategoriserar arten globalt som starkt hotad. Inga underarter finns listade i Catalogue of Life.